# Port de Matadi
Le Port de Matadi est un port de la république démocratique du Congo situé à Matadi dans le Kongo Central. Le port est le point d'entrée et de sortie industriel privilégié pour la République démocratique du Congo, et en particulier pour sa capitale Kinshasa, à laquelle il est relié par la route et le chemin de fer. Le port est géré par l'SCTP ex ONATRA.

## Histoire

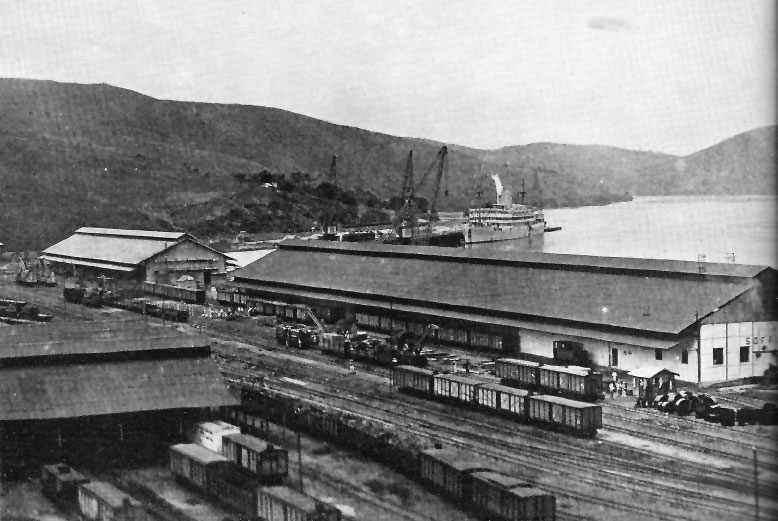
Port de Matadi en 1942

Le port de Matadi, ainsi que la ville de Matadi, sont fondés en 1886. Situé en rive gauche du fleuve Congo, il n'était au départ qu'un petit accostage destiné à accueillir les marchandises en transit vers Léopoldville et l'intérieur du pays. Les travaux de construction de la ligne de chemin de fer Matadi-Léopoldville débutent en 1890 pour s'achever en 1898. Le port et le chemin de fer seront le moteur du développement de la ville.
Un premier quai est construit en 1935 par la Compagnie des chemins de fer du Congo pour accueillir des navires d'importance en 1935 : le quai Matadi (650 mètres). Le quai Fuka-Fuka, d'une longueur de 525 mètres, est achevé en 1940. Le quai de Kala-Kala (468 mètres) sera inauguré en 1950. 3 autres petits quai furent réalisés à 7 kilomètres vers l'aval à Ango-Ango : le quai pétrolier, le quai public (inflammables et explosifs) et le quai Permaco (pour les chalutiers). Une ligne de chemin de fer les reliait au port principal.
Les premiers conteneurs arrivèrent à Matadi en 1974. La croissance de cette manutention entraîna des aménagements spécifiques sur le quai Fuka-Fuka.
Fin 2005, des travaux de réhabilitation du quai Venise ont débuté, en vue de porter celui-ci à une superficie de 5 000 m², pour l'accueil de navires de 300 000 tonnes.

## Caractéristiques techniques
- 10 postes de quai / 10 navires
- capacité de manutention : 2 500 000 tonnes par an
- Capacité de stockage de conteneurs 3 500 conteneurs de 20 pieds

## Activité économique
Le port tourne actuellement au ralenti, à l'image de l'activité économique du pays, ayant pâti de la fermeture progressive des industries du Kongo central et de Kinshasa. Les exportations n'atteignent pas le cinquième des importations. Il est fortement frappé par la désorganisation et la corruption.
90 % des échanges avec la capitale se fait actuellement par la route de Matadi, récemment réhabilitée, les 10 % restants se faisant par le chemin de fer Matadi-Kinshasa.
Parmi les projets envisagés pour le redéploiement de Matadi et son port, l'installation d'une zone économique franche à Inga.
Le port de Matadi est jumelé avec le port d'Anvers depuis le 15 novembre 2003, et des partenariats privilégiés sont envisagés pour restaurer l'activité du port de Matadi.
Le ministre belge des Affaires étrangères et de la coopération au développement ont décidé d'accorder des subventions d'un montant de 500 000 £ à l'autorité portuaire d'Anvers pour des premiers travaux de réhabilitation dans ce port. Le 12 avril 2005, deux accords ont été signés à Bruxelles, entre le ministre belge de la coopération au développement et l'autorité portuaire d'Anvers d'une part, et entre l'ONATRA et l'autorité portuaire d'Anvers d'autre part.
En 2006, le port de Matadi a enregistré un volume de transbordements de 1,7 million de tonnes.